# Feirense-Beeceler
Feirense-Beeceler is een Portugese wielerploeg die is opgericht in 1984 en sinds 2018 een continentale licentie heeft van de UCI. De ploeg komt origineel uit Santa Maria da Feira. Door de jaren heen heeft de ploeg verschillende namen en sponsoren gekend. In 1984 verbond voetbalclub CD Feirense zich aan de wielerploeg, die connectie heeft door de jaren heen altijd stand gehouden. Sinds 2025 heeft fietsenmerk Beeceler zich aan de ploeg verbonden.

## Overwinningen
1987
9e etappe Ronde van Portugal: Renato Ferraro
1988
10e etappe Ronde van Portugal: Luís Santos
1989
1e etappe Ronde van Portugal: Orlando Neves
16e etappe Ronde van Portugal: Slawomir Pietruszewsky
1990
Proloog Ronde van Portugal: TTT
7e etappe Ronde van Portugal: Fernando Carvalho
16e etappe Ronde van Portugal: Benjamim Carvalho
17e etappe Ronde van Portugal: Fernando Carvalho
Eindklassement Ronde van de Algarve: Fernando Carvalho
1991
Proloog Ronde van Portugal: TTT
15e etappe Ronde van Portugal: Orlando Rodrigues
Jongerenklassement Ronde van Portugal
1992
Porto-Lissabon: Oleg Logvin
Jongerenklassement Ronde van Portugal: Quintino Rodrigues
1993
Proloog Ronde van Portugal: TTT
12e etappe Ronde van Portugal: Quintino Rodrigues
14e etappe Ronde van Portugal: Fernando Carvalho
Jongerenklassement Ronde van Portugal: Quintino Rodrigues
2018
4e etappe Ronde van Alentejo: Edgar Pinto
1e etappe Ronde van Madrid: Edgar Pinto
Eindklassement Ronde van Madrid: Edgar Pinto
5e etappe Grande Prémio de Portugal N2: João Matias
Jongerenklassement Ronde van Portugal: Xuban Errazkin
2024
3e etappe Trofeo Joaquim Agostinho: Afonso Eulálio